# Крысиная змея
Крысиная змея, или серый лазающий полоз (лат. Pantherophis obsoletus) — вид змей из семейства ужеобразных, обитающий в Северной Америке.

## Описание
Общая длина колеблется от 1,2 до 2,6 м. Туловище стройное, сильное, покрыто килеватой чешуёй. Голова копьевидная, сжата и расширена в задней части. Взрослые особи глянцево-чёрные, за исключением белого подбородка. Молодые полозы имеют бледно-серый окрас с большими чёрными пятнами по хребту.

## Образ жизни
Предпочитает широколиственные леса, кустарниковые заросли, вырубки, пустоши, горные леса с каменистыми осыпями. На юге, в засушливых районах, местами проживания служат долины рек, овраги и каньоны. Питается грызунами, мелкими млекопитающими, птицами и их яйцами.

## Размножение
Это яйцекладущая змея. Самка откладывает 12—20 яиц. Молодые полозы появляются через 65-70 дней.

## Распространение
Распространён в Северной Америке — от южной Канады до южных штатов США.

## Галерея

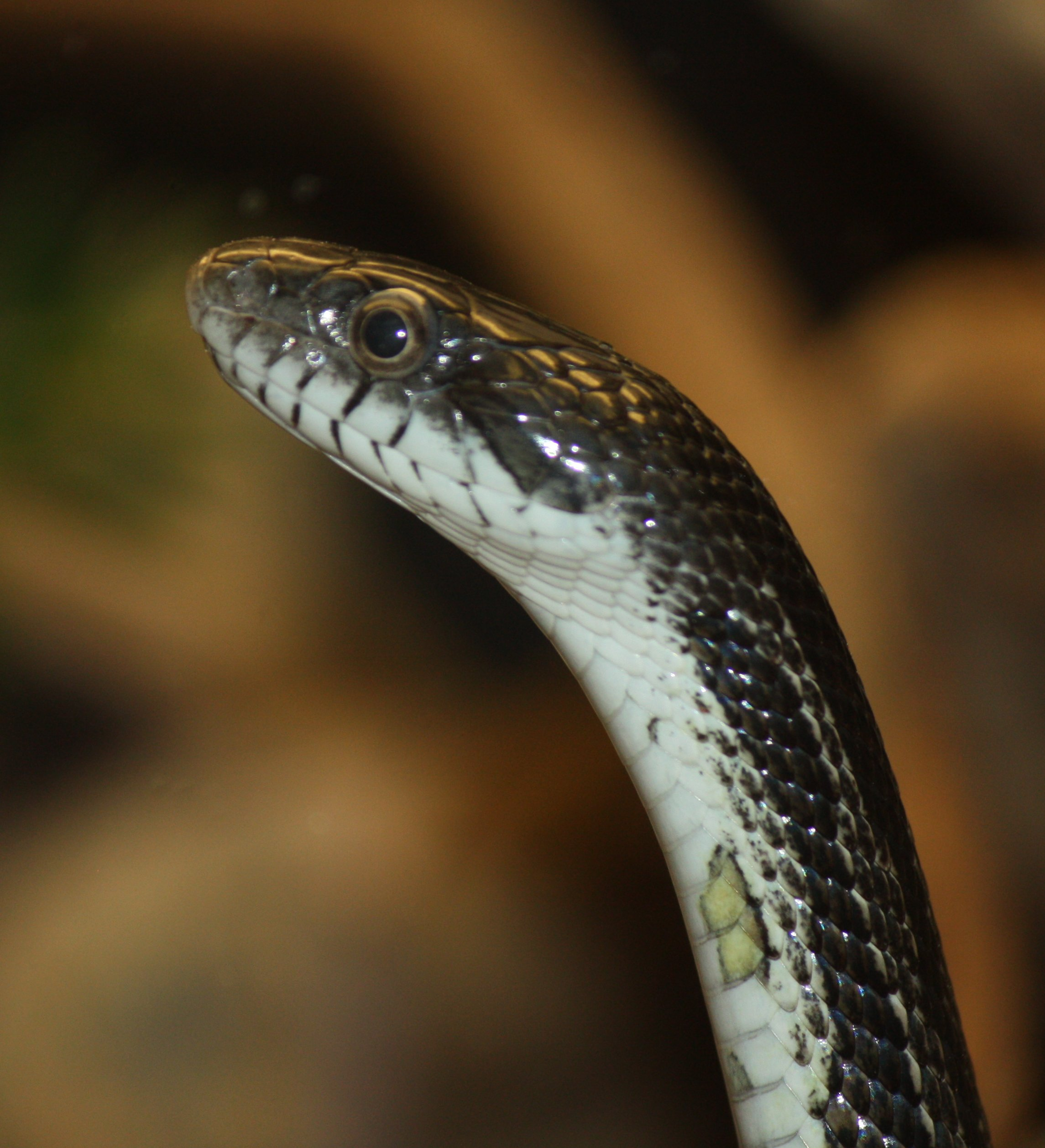
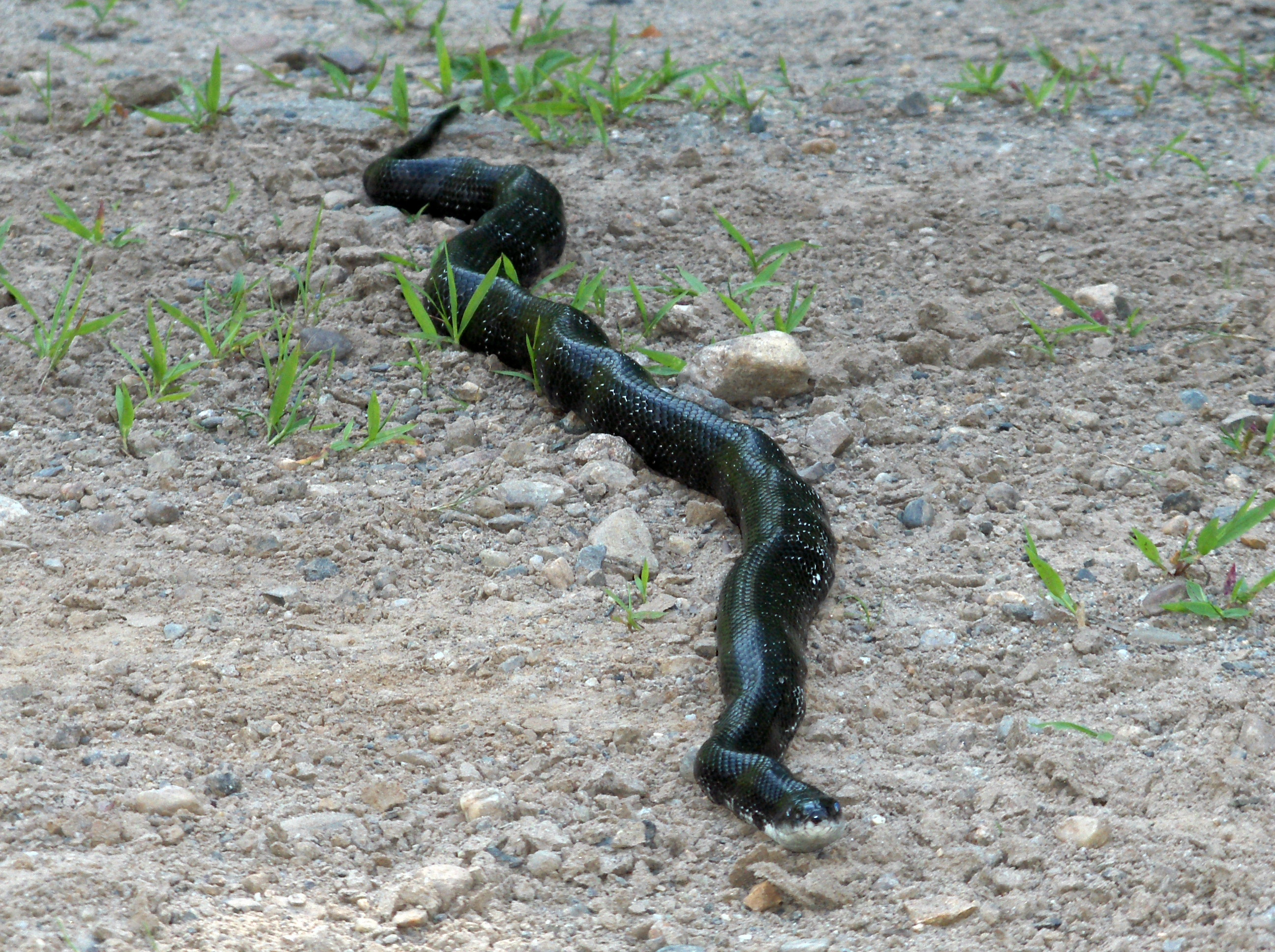
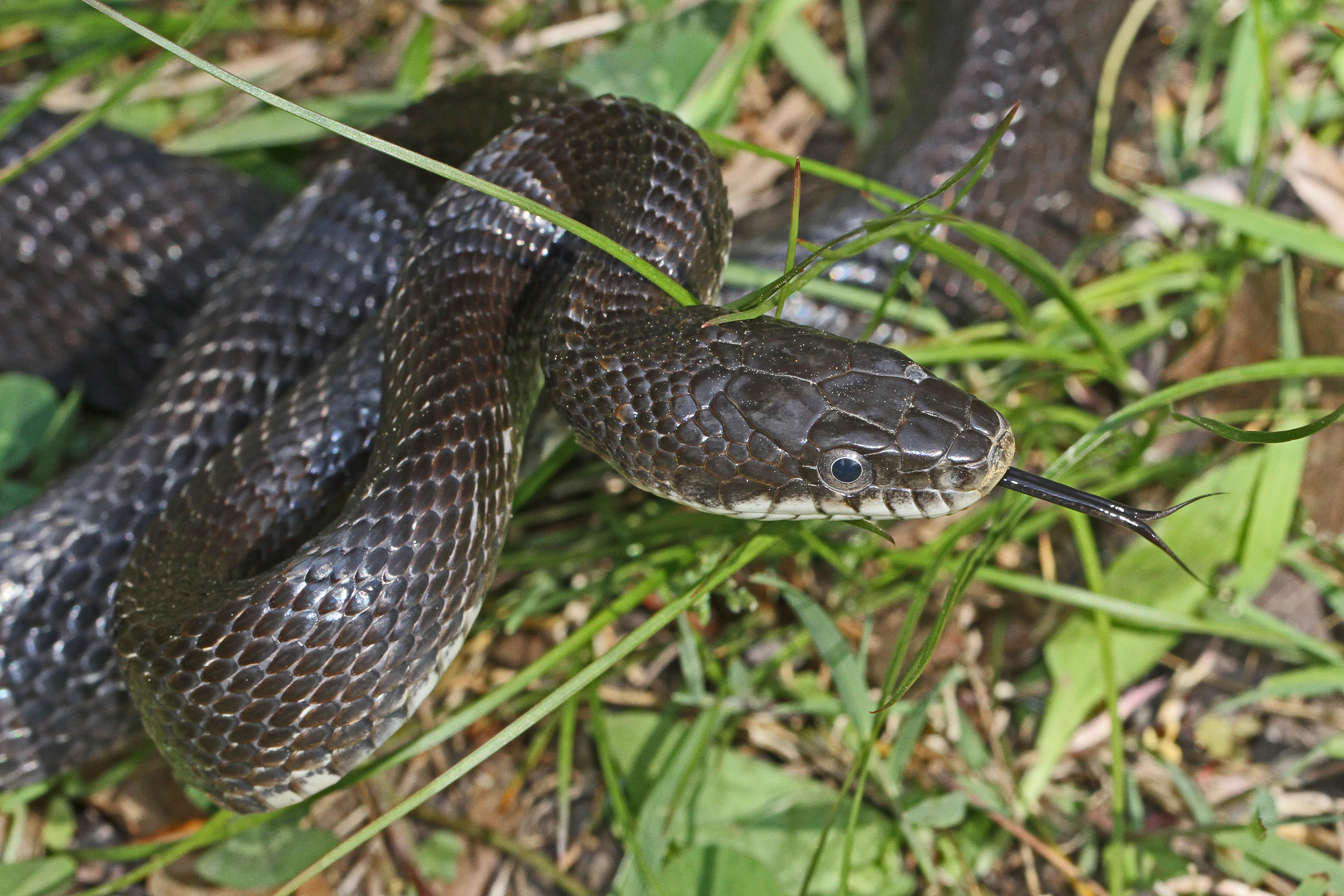